# Mallotus subjaponicus
Mallotus subjaponicus är en törelväxtart som först beskrevs av Léon Camille Marius Croizat, och fick sitt nu gällande namn av Léon Camille Marius Croizat. Mallotus subjaponicus ingår i släktet Mallotus och familjen törelväxter. Inga underarter finns listade i Catalogue of Life.